# Missouri Pacific Railroad
La Missouri Pacific Railroad (MP), comunemente abbreviata in MoPac, con il soprannome di The Mop, era una società ferroviaria statunitense, la prima ad operare ad ovest del fiume Mississippi. La MoPac era una ferrovia di classe I che cresceva da dozzine di predecessori e fusioni, tra cui la St. Louis, Iron Mountain and Southern Railway (SLIMS), la Texas and Pacific Railway (TP), la Chicago and Eastern Illinois Railroad (C&EI), la St. Louis, Brownsville and Mexico Railway (SLBM), la Kansas, Oklahoma and Gulf Railway (KO&G), la Midland Valley Railroad (MV), la San Antonio, Uvalde and Gulf Railroad (SAU&G), le Gulf Coast Lines (GC), la International-Great Northern Railroad (IGN), la New Orleans, Texas and Mexico Railway (NOTM), la Missouri-Illinois Railroad (MI), così come la piccola Central Branch Railway (un predecessore della MP nel Kansas e nel Nebraska centro-meridionale), e joint venture come la Alton and Southern Railroad (AS).
Nel 1967, la ferrovia gestiva 9.041 miglia di strada e 13.318 miglia di binari, escluse le DK&S, NO&LC, T&P e le sue sussidiarie, C&EI e Missouri-Illinois.
L'8 gennaio 1980, la Union Pacific Corporation, società madre della Union Pacific Railroad, accettò di acquistare la Missouri Pacific Railroad. Le cause intentate dalle ferrovie concorrenti ritardarono l'approvazione della fusione fino al 13 settembre 1982. Dopo che la Corte Suprema negò un processo alla Southern Pacific, la fusione entrò in vigore il 22 dicembre 1982. Tuttavia, a causa delle obbligazioni in circolazione nella Missouri Pacific, la fusione con la Union Pacific Railroad da parte della Union Pacific Corporation divenne ufficiale solo il 1º gennaio 1997.

## Storia
Il 4 luglio 1851, a St. Louis, la terra fu rotta sulla Pacific Railroad, il predecessore della Missouri Pacific Railroad. La prima sezione di pista fu completata nel 1852; nel 1865 fu la prima ferrovia a Kansas City, dopo che la costruzione fu interrotta a causa della guerra civile americana. Nel 1872, la Pacific Railroad fu riorganizzata come Missouri Pacific Railway dai nuovi investitori dopo una crisi del debito ferroviario. A causa dei legami societari che si estendevano fino alla Pacific Railroad, la Missouri Pacific in un certo momento si autoproclamò come "la prima ferrovia ad ovest del Mississippi".
Dal 1879, la Missouri Pacific era sotto il controllo del fortunato ma controverso finanziere di New York Jay Gould fino alla sua morte nel 1892. Gould sviluppò un sistema che si estendeva attraverso Colorado, Nebraska, Arkansas, Texas e Louisiana. Suo figlio George Gould ereditò il controllo della ferrovia dopo la morte del padre. Il giovane Gould perse il controllo della società dopo aver dichiarato bancarotta nel 1915. Nel 1917 la linea si fuse con la St. Louis, Iron Mountain and Southern Railway (SLIMS) e riorganizzata come Missouri Pacific Railroad. La Missouri Pacific in seguito acquistò o acquisì una partecipazione di controllo in altre linee nel Texas, incluse le Gulf Coast Lines, la International-Great Northern Railroad e la Texas and Pacific Railway.
La MoPac dichiarò il fallimento di nuovo nel 1933, durante la grande depressione, ed entrò in amministrazione fiduciaria. La società fu riorganizzata e l'amministrazione fiduciaria terminò nel 1956.
Negli anni 1980 il sistema avrebbe posseduto 11.469 miglia di linee ferroviarie in 11 stati delimitati da Chicago ad est, Pueblo, Colorado, ad ovest, a nord ad Omaha, a sud fino al confine tra il Messico e gli Stati Uniti a Laredo, Texas, e a sud-est lungo i porti marittimi del golfo della Louisiana e del Texas. La MoPac gestiva una flotta di oltre 1500 locomotive diesel, quasi tutti acquistati nei 10 anni precedenti. Sotto la guida di Downing B. Jenks, che divenne presidente e amministratore delegato nel 1961, la società divenne un pioniere nei primi tempi della tecnologia ferroviaria guidata da computer. Era un grande trasportatore di grano, TOFC (Trailer on Flat Car), carbone, minerale, auto e merci secche. Al momento della loro mega fusione nel 1982 la MoPac possedeva locomotive più nuove, più locomotive e operava di più rispetto alla Union Pacific Railroad.